# The Night God Slept
The Night God Slept es el primer álbum de estudio de la banda estadounidense de metalcore Silent Planet. Fue lanzado el 10 de noviembre de 2014 a través de Solid State Records. Fue coproducido por el guitarrista Spencer Keene y el exmiembro de Volumes Daniel Braunstein.

## Antecedentes y promoción
Después de que la banda lanzara el EP Lastsleep (1944-1946) en enero de 2014, se propusieron grabar su primer álbum de estudio. Si bien las canciones "Tiny Hands (Au Revoir)", "Darkstrand (Hibakusha)" y "Wasteland (Vechnost)" ya se habían incluido en este EP, las otras pistas eran inéditas.
El 17 de mayo de 2014, la banda anunció la finalización del álbum. El 13 de julio, los miembros de la banda también declararon que el álbum se lanzará en el otoño de 2014 a través de "un sello discográfico amigable con los artistas que les permite retener el control creativo total".
El 14 de septiembre, la banda reveló que la fecha de lanzamiento del disco sería el 10 de noviembre de 2014. El 19 de septiembre, dejaron caer una pista que apuntaba hacia el nombre del álbum en su página de Facebook. El 23 de septiembre se anunció que el álbum sería lanzado a través de Solid State Records. Luego, el grupo lanzó algunas canciones nuevas del disco en su página de Facebook, comenzando con "XX (City Grave)" el 30 de septiembre, seguido de "Native Blood" el 23 de octubre, "Firstwake" el 2 de noviembre y "Depths II" el 2 de noviembre. 5 de noviembre.

## Lista de canciones
| N.º | Título                                                     | Duración |  |
| 1.  | «The Well»                                                 | 3:00     |  |
| 2.  | «XX (City Grave)»                                          | 2:52     |  |
| 3.  | «I Drowned in the Desert»                                  | 1:28     |  |
| 4.  | «Native Blood»                                             | 3:53     |  |
| 5.  | «Tiny Hands (Au Revoir)» (con Natalie Nicoles de Branches) | 3:31     |  |
| 6.  | «Firstwake» (con Joel Quartuccio de Being as an Ocean)     | 4:14     |  |
| 7.  | «Darkstrand (Hibakusha)» (con Sean McCulloch de Phinehas)  | 3:17     |  |
| 8.  | «First Mother (Lilith)» (con Rory Rodriguez de Dayseeker)  | 2:35     |  |
| 9.  | «To Thirst for the Sea»                                    | 1:06     |  |
| 10. | «Wasteland (Vechnost)» (con Nathan Mead de I, of Helix)    | 3:29     |  |
| 11. | «Depths II»                                                | 3:13     |  |

## Posicionamiento en lista
| Lista (2014)                          | Posición |
| ------------------------------------- | -------- |
| Estados Unidos (Christian Albums)     | 24       |
| Estados Unidos (Top Hard Rock Albums) | 16       |
| Estados Unidos (Independent Albums)   | 43       |

## Personal
Silent Planet
- Garrett Russell - voz principal
- Spencer Keene – guitarras, producción, ingeniería, programación
- Mitchell Stark - guitarras
- Igor Efimov – guitarras
- Thomas Freckleton – bajo, teclados, voz gutural
- Alex Camarena – batería

Músicos adicionales
- Natalie Nicoles: voz (pista 5).
- Joel Quartuccio: voz (pista 6).
- Sean McCulloch: voz (pista 7).
- Rory Rodriguez: voz (pista 8).
- Nathan Mead: voz (pista 10).